# Anisotropia
Anisotropia  (do grego, ἀν: prefixo privativo (negação), ἰσόω: igualar, τρόπος: direção) é a característica que uma substância possui em que uma certa propriedade física varia com a direção. 

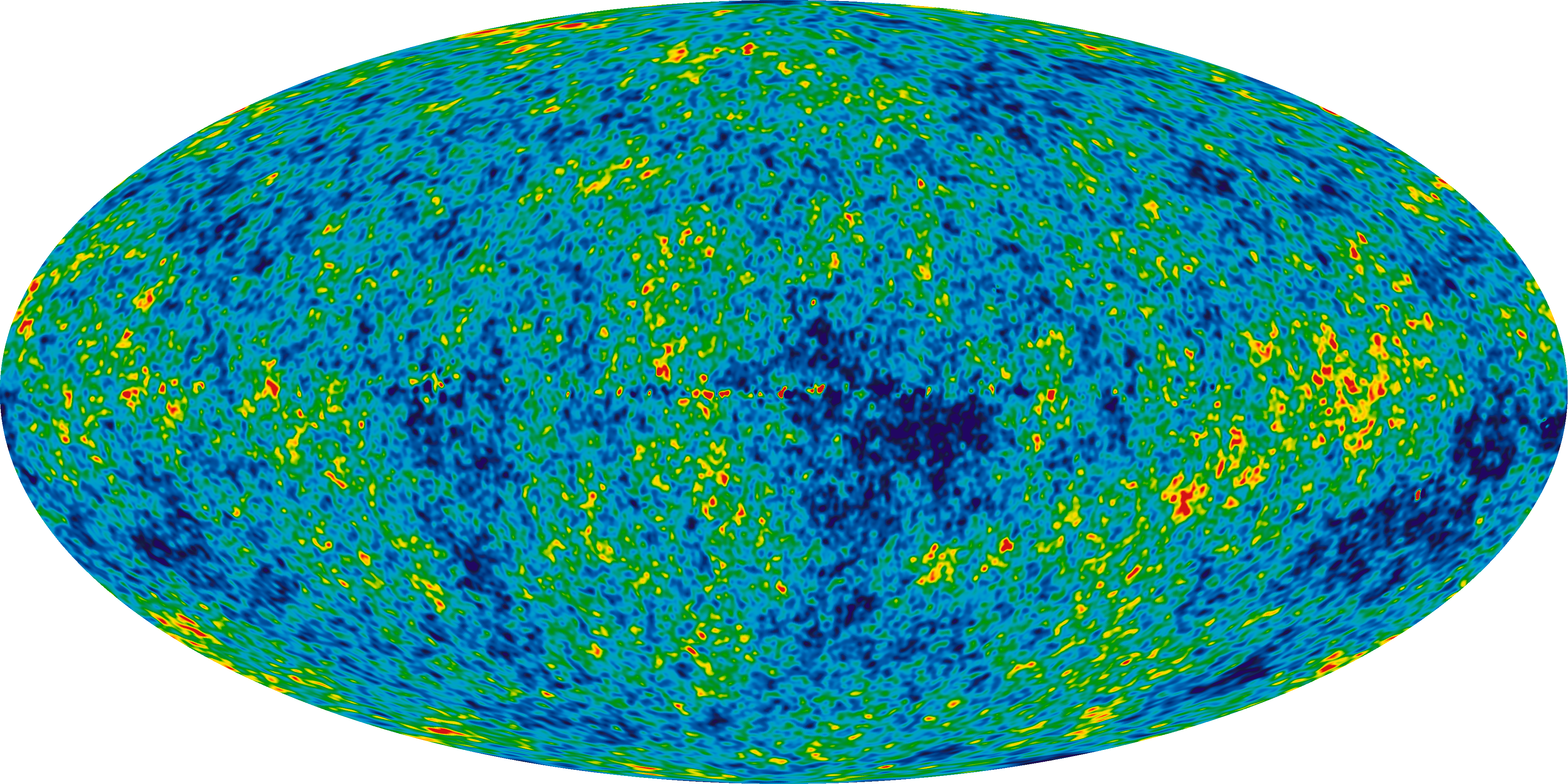
Imagem WMAP das anisotropias (extremamente pequenas) na radiação cósmica de fundo em micro-ondas

Costuma-se designar qual a propriedade em que existe a anisotropia, por exemplo, anisotropia eléctrica, óptica, magnética.
Anisotropia refere-se à propriedade de um material ou sistema cujas propriedades físicas dependem da direção em que são medidas. Em outras palavras, um material anisotrópico exibe diferentes comportamentos ou propriedades físicas em diferentes direções. Isso pode ocorrer em diversos contextos, como na condutividade térmica, na condutividade elétrica, na ]elasticidade, na permeabilidade magnética, entre outros. Materiais anisotrópicos são frequentemente encontrados em cristais e estruturas compostas, onde a organização molecular ou estrutural determina suas propriedades direcionais distintas.

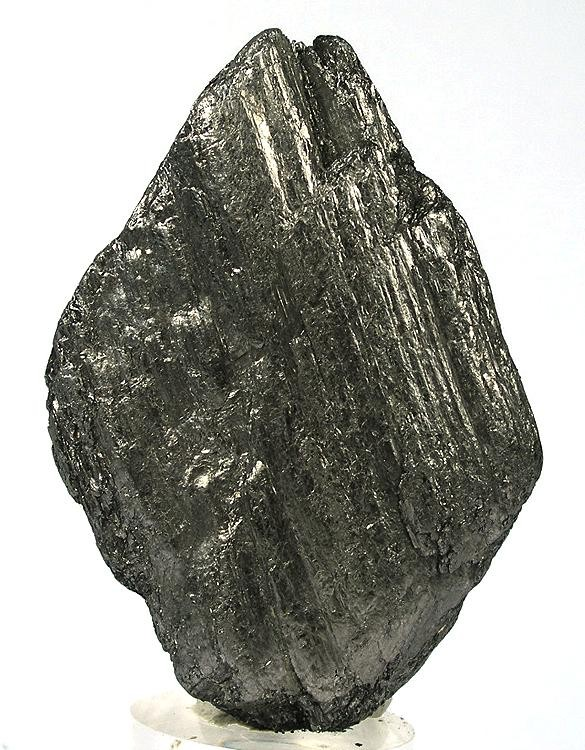
Uma espécie de grafite.

Um exemplo clássico de anisotropia é observado em cristais. Em um cristal como o grafite, as propriedades elétricas são diferentes dependendo da direção em que são medidas. O grafite é um material composto por camadas de átomos de carbono organizados em uma estrutura hexagonal planar. Entre as camadas de carbono, há ligações mais fracas (ligações van der Waals), o que permite que as camadas deslizem umas sobre as outras facilmente em uma direção, mas não em outras direções perpendiculares. 
Isso resulta em diferentes condutividades elétricas ao longo das direções paralelas e perpendiculares às camadas do grafite. A condutividade elétrica é muito maior ao longo do plano das camadas do que através delas. Essa diferença de comportamento elétrico em diferentes direções é um exemplo claro de anisotropia em materiais cristalinos.

## Mineralogia
É um fenômeno em virtude do qual certas propriedades físicas de um mesmo corpo dependem da direção em que são medidas.
O fato das substâncias minerais formarem cristais, indica que o comportamento físico da matéria cristalina depende da direção. Em determinadas direções formam-se faces, noutras arestas e noutras vértices. Nas redes cristalinas também se verifica que as distâncias entre os nós, que a formam, dependem da direção em que essa distância é medida. Esta variação de comportamento de propriedades físicas de um cristal segundo a direção em que se determina denomina-se anisotropia e tem importância muito significativa no estudo dos minerais. Em certos casos a anisotropia física dos minerais é uma propriedade evidente. Por exemplo, um cristal de mica ou gesso pode separar-se em porções paralelas entre si e segundo um só plano. Esta propriedade que se designa clivagem revela-nos que as forças de coesão do plano que se separam são muito fortes, enquanto as perpendiculares às mesmas são débeis. A clivagem é característica da estrutura cristalina e pode ser utilizada para a identificação de um mineral. A simetria do cristal manifesta-se na anisotropia, pois a clivagem apresenta-se segundo alguns planos homólogos, isto é, segundo planos equivalentes de simetria. Por exemplo, na calcite a clivagem ocorre segundo três planos simétricos relativamente ao eixo ternário do cristal, e o sólido geométrico resultante da clivagem é um romboedro. Na halite a clivagem ocorre segundo faces do cubo. Contudo, nem todas as propriedades físicas de um mineral se manifestam da mesma maneira. Assim, por exemplo, na halite é anisotrópica para a clivagem, mas a propagação da luz é igual em todas as direções. Quando o valor de propriedade física é igual em todas as direções, o cristal é isotrópico para essa propriedade.
Em consequência, a anisotropia ou a isotropia, por exemplo, das propriedades óticas dos minerais é utilizada para distinguir os minerais uns dos outros. A utilização do microscópio baseia-se neste fato.

## Óptica
Os materiais cristalinos revelam propriedades anisótropas (ou anisotrópicas) face à luz.

## Resistência de materiais
A madeira é um exemplo de material anisotrópico com propriedades mecânicas que dependem da disposição das suas fibras. 
A madeira expande-se ou retrai-se de forma diferente às variações de umidade no ambiente, consoante sejam considerados os sentidos relativos de suas fibras. No sentido longitudinal ao eixo de uma tora, por exemplo, a variação é mínima (0,1%); no sentido tangencial, é máxima (até 10%), e no sentido radial, cerca de 6%.

## Geologia
Algumas formações geológicas revelam uma anisotropia eléctrica, sendo essa propriedade utilizada nomeadamente na indústria do petróleo e do gás natural.

## Informática
No campo dos gráficos gerados por computador, uma superfície anisotrópica muda de aparência ao ser rodada pelo seu normal geométrico. Um exemplo do efeito é o veludo que muda de aparência (textura) ao ser movido. 
Filtro anisotrópico: é um método de melhorar a qualidade de imagem das texturas em superfícies que estejam à distância e num ângulo pronunciado em relação ao ponto de vista. Reduzindo mais o detalhe numa direcção que noutra, estes efeitos podem ser reduzidos.
Técnicas antigas, tais como filtros bilineares e trilineares não levam em conta o ângulo da superfície do qual esta é vista, o que pode resultar em limites em serra ou texturas borradas.